# Киселёво (Кувшиновский район)
Киселёво — деревня в Кувшиновском районе Тверской области России. Входит в состав Сокольнического сельского поселения.

## География
Деревня находится на западе центральной части Тверской области, в зоне хвойно-широколиственных лесов.  

### Климат
Климат характеризуется как умеренно континентальный, с прохладным летом и относительно мягкой зимой. Средняя температура воздуха самого холодного месяца (января) — −10 — −9 °C, средняя температура самого тёплого (июля) — 17 — 18°С. Годовое количество атмосферных осадков составляет около 540—750 мм, из которых большая часть выпадает в тёплый период. Среднегодовая скорость ветра варьирует в пределах от 3,5 до 4,2 м/с.

## Население
| 2008 | 2010 |
| ---- | ---- |
| 42   | ↗44  |

## Инфраструктура
Личное подсобное хозяйство с зоной сельскохозяйственного использования, индивидуальная застройка усадебного типа.
Основа экономики — сельское хозяйство.

## Транспорт
Просёлочные дороги. Подъездная дорога к автодороге 28Н-0854.